# Požarevac Pastuvi 2022
Questa voce raccoglie le informazioni riguardanti i Požarevac Pastuvi nelle competizioni ufficiali della stagione 2022.

## Prva Liga 2022

### Stagione regolare
| 2 aprile 2022 2ª giornata | Požarevac Pastuvi | 6 – 41 | Kragujevac Wild Boars |  |

| 17 aprile 2022, ore 16:00 3ª giornata | Belgrade Blue Dragons | 55 – 20 referto | Požarevac Pastuvi |  |

| 8 maggio 2022, ore 13:00 5ª giornata | Jagodina Black Hornets | 35 – 0 (a tavolino) referto | Požarevac Pastuvi |  |

| 15 maggio 2022, ore 16:00 Anticipo 6ª giornata | Kikinda Mammoths | 27 – 14 referto | Požarevac Pastuvi |  |

| 22 maggio 2022, ore 17:00 Recupero 4ª giornata | Požarevac Pastuvi | 0 – 39 | Novi Sad Wild Dogs |  |

| 4 giugno 2022 7ª giornata | Požarevac Pastuvi | 0 – 35 | Beograd Vukovi |  |

## Statistiche di squadra
| Competizione      | %Vittorie | In casa | In casa | In casa | In casa | In casa | In casa | In trasferta | In trasferta | In trasferta | In trasferta | In trasferta | In trasferta | Totale | Totale | Totale | Totale | Totale | Totale |
| Competizione      | %Vittorie | G       | V       | N       | P       | Pf      | Ps      | G            | V            | N            | P            | Pf           | Ps           | G      | V      | N      | P      | Pf     | Ps     |
| ----------------- | --------- | ------- | ------- | ------- | ------- | ------- | ------- | ------------ | ------------ | ------------ | ------------ | ------------ | ------------ | ------ | ------ | ------ | ------ | ------ | ------ |
| Stagione regolare | .000      | 3       | 0       | 0       | 3       | 6       | 115     | 3            | 0            | 0            | 3            | 34           | 117          | 6      | 0      | 0      | 6      | 40     | 232    |
| Totale            | .000      | 3       | 0       | 0       | 3       | 6       | 115     | 3            | 0            | 0            | 3            | 34           | 117          | 6      | 0      | 0      | 6      | 40     | 232    |